# Drapetis quadridpina
Drapetis quadridpina är en tvåvingeart som beskrevs av Collart 1934. Drapetis quadridpina ingår i släktet Drapetis och familjen puckeldansflugor.
Artens utbredningsområde är Kongo. Inga underarter finns listade i Catalogue of Life.